# Іоанн Ефеський
Іоанн Ефеський (бл. 507 — бл. 586) — єпископ Асійський, послідовний прихильник міафізитської христології, один з лідерів антихалкідонської опозиції у Візантійській імперії, представник паралельної сирійської ієрархії, створеної Яковом Барадеєм. Один з найбільш ранніх і значних істориків, які писали сирійською мовою. У деяких джерелах вважається «монофізитом» або, згідно з сучаснішою термінологією, міафізитом або «нехалкідонітом» (англ. non-Chalcedonian).

## Біографія
Попри велику роль Іоанна Ефеського в антіхалкідонській церковній партії VI століття, про його життя збереглося дуже небагато відомостей, здебільшого у його власних працях і хроніці Михайла Сирійця.

### До переїзду в Константинополь

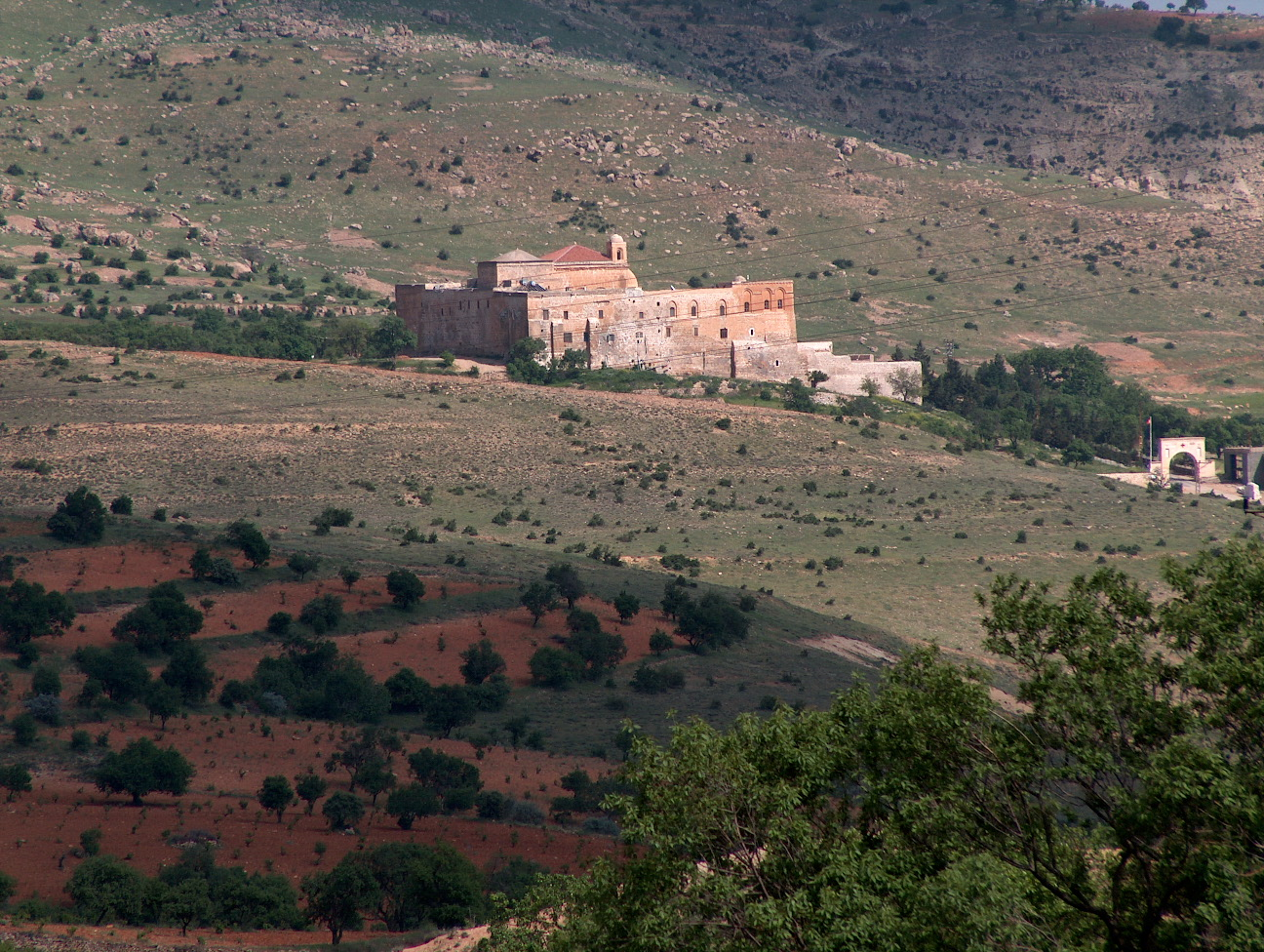
«Неприступні гори» Ізали завжди були оплотом непримиренної частини сирійського чернецтва. На фотографії — монастир.

Майбутній єпископ народився недалеко від Аміди (сучасний Діярбакир в південній Туреччині). Рік його народження точно не відомий, з дат, що відносяться до цього періоду, відомо тільки, що у віці 15 років він вступив у Амідський монастир Іоанна, проте, коли це відбулося також не відомо. За деякими джерелами, це відбулося у 832 або 833 році ери Селевкідів, що означає рік народження близько 506 або 507 року н. е. За іншими підрахунками Іоанн народився близько 516 року. Етнічна приналежність Іоанна також не цілком зрозуміла, сам він називав себе «сирійцем» без будь-яких додаткових подробиць.
З раннього дитинства Іоанну була визначена духовна кар'єра. У своїх творах Іоанн розповідає, що до його народження у його батьків народжувалося кілька синів, котрі помирали до досягнення дворічного віку. Коли у тому ж віці у Іоанна проявилися ознаки смертельної хвороби, його привели в монастир стовпника Марона, який велів нагодувати дитину сочевицею з монастирської кухні, після чого напівмертвий Іоанн прийшов до тями і незабаром одужав. Марон взяв з батьків Іоанна обіцянку привести його через два роки назад і віддати на виховання. Таким чином, Іоанну було лише чотири роки, коли він пішов у монастир. Настільки ранній прийом в монастир не був у той час у Сирії чимось незвичайним, оскільки правила Василія Великого ніяк не обмежували вік того, хто приймає чернечу обітницю. З цього ж віку в монастирі починалося навчання грамоті, що вважалося одним з видів чернечого подвигу. Зазвичай в курс навчання, що тривало 4-5 років, входили спів псалмів і читання Святого Письма. Монастир Марона мав назву «монастир Витриманого» і, судячи за описами Іоанна, знаходився в Амідській долині на правому березі Тигра. Духовним керівником Іоанна в цей період був сам Марон, який був відомий своїм подвижництвом — він 11 років провів у дуплі дерева і 29 на стовпі.
Після смерті Марона близько 521 року, Іоанн, не бажаючи повертатися до родичів, пішов у монастир Іоанна Амідського, що знаходився поруч з містом, біля його північної стіни. Цей монастир, заснований у 398/399 роках, був найбільшим з приміських монастирів і налічував до 400 ченців. Монастир був одним з головних оплотів нехалкідонітів; на відміну від багатьох інших монастирів, з яких була вигнана лише частина ченців, всі його мешканці увійшли до складу «амідської тисячі» — великої групи ченців, непримиренних супротивників догматів Халкідонського собору, вигнаних з різних монастирів. Разом з ними, в тому ж 521 році Іоанн оселився у «великому і знаменитому монастирі св. Мами, що в селищі Хазін в країні Тішпа». Там Іоанн багато займався вивченням церковної літератури — окрім побожності, монастир св. Мами славився вченістю своїх настоятелів. Там же він спілкувався з видатними діячами антихалкідонського руху, вигнаними зі столиці після смерті Анастасія.
У 840 році селевкідської ери Іоанн отримав посвячення в диякони від знаменитого в ті роки єпископа Іоанна Телльского, який, подорожуючи Сходом, таємно робив хіротонії, заборонені Юстиніаном для супротивників Халкідонського собору. У цей період Іоанн багато подорожував (мандрівництво вважалося одним з видів подвижництва, і через пов'язані з ним злигодні, і через розрив земних зв'язків) і зустрічався з відлюдниками та аскетами. Ще під час перебування у Марона Іоанн здійснив паломництво у Файтар, а пізніше відвідав основні монастирі Амідської області і віддалені чернечі поселення у верхів'ях Межиріччя. Приблизно у 533 році Іоанн здійснив подорож до Антіохії, проводжаючи до Константинополя і Александрії своїх друзів.
Через два роки Іоанн домігся дозволу відвідати Єгипет, де його, як визнаного фахівця з аскетичної літератури охоче приймали місцеві християни-міафізити. Звідти він попрямував вглиб Лівійської пустелі, де поблизу монастиря св. Міни оселилися вигнанці з Сирії. Потім він повернувся до Александрії, звідки в рідній монастир, загалом пробувши в Єгипті три місяці. У цьому ж році він відвідав Константинополь, де вперше зустрівся з Юстиніаном. Оскільки не збереглося згадок про зустріч Іоанна з Севіром Антіохійським, який прибув до Константинополя взимку 535—536 років, ймовірно Іоанн залишив столицю раніше. У лютому 537 року Іоанн був в «амідській тисячі» в «монастирі Тополь», де став свідком переговорів з ченцями посланців антіохійського патріарха Єфрема, котрий докладав багато зусиль для викорінення антихалкідонізму у своїй дієцезії. Після того, як ченці відмовилися впустити патріарха в монастир, «тисячі» довелося рятуватися втечею розбившись на загони. Іоанн, як диякон, був на чолі загону з 10 осіб, разом з якими провів решту зими в горах на Євфраті, де потерпав від холоду і харчувався милостинею.
Близько 540 року Іоанн переселився до Константинополя, хоча в наступні роки під час подорожей він неодноразово відвідував рідні місця.

### За правління Юстиніана

#### В Константинополі

Карта Константинополя. Місце розташування «монастиря сирійців» в Сіках точно не відоме. У Дерк веде Via Egnatia, що виходить з Золотих воріт.

У Константинополі Іоанн дуже скоро з переслідуваного владою втікача став впливовим придворним, що виконував важливі доручення імператора. Виправдовуючи своє довготривале перебування в столиці, Іоанн писав, що він жив там «спочатку через гоніння», а потім, протягом понад 30 років, «заради навернення язичників». Щодо першої частини його твердження невідомо, чи мав він якусь спеціальну місію від свого монастиря або просто рятувався від переслідувань. Оскільки в перші роки свого столичного життя він продовжував свої вчені заняття і не втручався в політичні процеси, друге припущення ймовірніше.
Місцем проживання Іоанн обрав маєток патриція Проба, єдиного з племінників імператора Анастасія, що пережив повстання Ніка. Там він познайомився з Симеоном, єпископом Бет-Аршамським, який прославився диспутами з несторіанцями в Персії. Після смерті Симеона, Іоанн разом з учнями останнього розбирав його архіви, серед яких були матеріали, що увійшли згодом в «Церковну історію», зокрема й щодо мучеників Неджран. 541 року Іоанн відвідав Александрію, а дорогою назад зустрів на острові Родос єпископа Іоанна Іфестського, який подібно до Іоанна Телльського здійснював поїздки Малою Азією для здійснення хіротоній. Іоанн Ефеський з'їздив з ним у кілька таких подорожей, де робив посвячення перед очима влади у Тралах і Ефесі. У Палестині він застав початок «Чуми Юстиніана», залишивши у своїй «Історії» опис її жахів. Можливо, це були дві різні подорожі.
У період після 542 року Іоанн стає активним учасником церковної політики, підтримуючи відносини як з головною штаб-квартирою нехалкідонітів в Дерку, так і з придворною нехалкідонітською партією. Про обставини знайомства з імператрицею Феодорою Іоанн не повідомляє, проте говорить про неї в прегарних виразах: «правовірна, сповнена ревності», «христолюбива цариця, поставлена Богом у важкі часи для підтримки гнаних». Його повагу до імператриці не зменшувало і знання про подробиці її минулого. Щодо Юстиніана Іоанн також відгукувався схвально, не як про єретика, а як про людину, стараннями халкідонітів поставленому на не правильний шлях у своєму похвальному прагненні до умиротворення церкви. Проте, до політики Юстиніана Іоанн ставився негативно, і в офіційних богословських диспутах він не брав участі.
Після смерті імператриці у 548 році прихильники унії вирішили зробити чергову спробу умовити «східних», сподіваючись, що без підтримки Феодори вони швидше підуть на поступки. Юстиніан доручив Іоанну вирушити на Схід, щоб скликати до столиці представників усіх монастирів Сирії. Попри обіцяну винагороду Іоанн рішуче відмовився брати участь у цій справі. Проте, собор відбувся, хоча й без результатів. Так само байдуже Іоанн поставився до засудження «трьох глав» і п'ятого собору.

#### Місіонерська діяльність

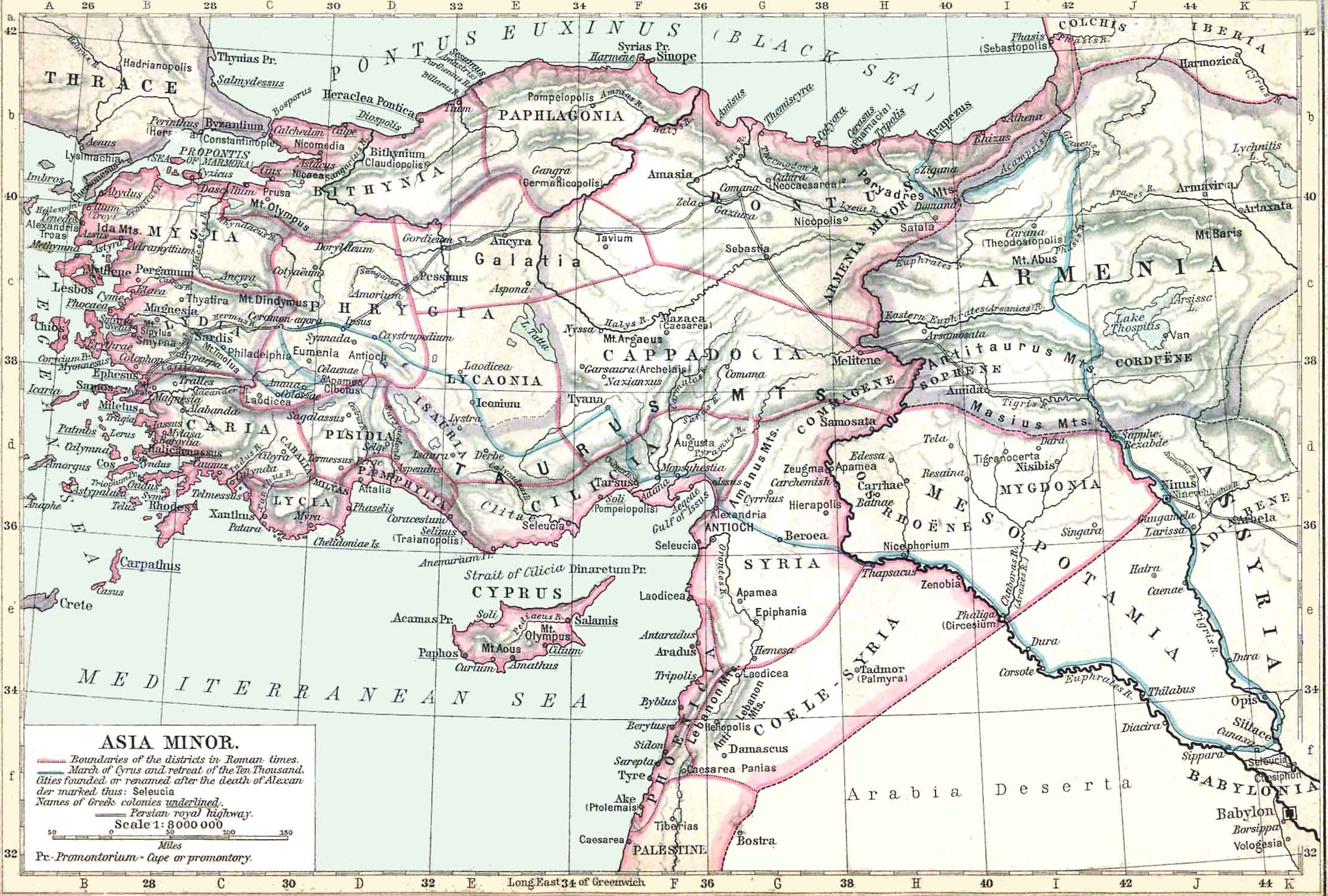
Мапа Малої Азії, арени головних місіонерських звершень Іоанна Ефеського

Набагато більший інтерес Іоанн мав до місіонерською діяльності. Діючи від імені Юстиніана, що поставив однією з цілей своєї релігійної політики викорінення язичництва, Іоанн проповідував християнство в Малій Азії. Згідно з його повідомленням, «у 853 році здійснилася дія благодаті Божої в країнах Азії, Карії, Лідії та Фригії стараннями державного Юстиніана, і вилилася щедро допомогою нашого нікчеми, тобто Іоанна Асійського: 70,000 душ силою Духа Святого були навчені і приведені від омани язичницької, шанування ідолів і служіння демонам до істинного знання, і були навернені і знаменовані і хрещені в ім'я Господа нашого Ісуса Христа». Такі великі цифри, ймовірно, свідчать про те, що навернення здійснювалося скоріше механічними засобами, а не проповіддю.
Надалі діяльність Іоанна, за його власними свідченнями, зводилася до руйнування язичницьких капищ та ідолів і до організації християнських храмів і монастирів. Все це вимагало тривалої і наполегливої роботи, тому місія Іоанна, базою для котрої він обрав околиці міста Тралла, не обмежилася 542 роком і тривала аж до 571, коли через поновлені гоніння і старість Іоанн передав керівництво місією своєму співробітнику, Девтерію.
В результаті діяльності Іоанна в Малій Азії було знищено велику кількість язичницьких святилищ і засновано 12 монастирів і 99 церков. Більшу частину будівель було побудовано за рахунок скарбниці, решта за рахунок новонавернених. Ця місіонерська діяльність зробила Іоанна відомим, він став головним інквізитором Юстиніана, його повноваження поширювались не тільки на язичників, але й на іновірців загалом.
У Малій Азії Іоанн боровся також з юдеями, у яких відібрав сім синагог, перетворивши їх на храми, і з монтаністами. Про переслідування останніх повідомляється, зокрема, в «Таємній історії» Прокопія Кесарійського. У Фригії головним осередком монтанізму було місто Пепузи. В розташованій тут кенасі зберігалися кістки засновника єресі Монтана і його численних дружин, які були центром поклоніння. Наказ про їх знищення був виданий ще за імператора Юстина I, однак монтаністи підкупили єпископа і спалені були інші кістки. Зусиллями Іоанна були знищені не тільки рештки Монтана, а й синагога разом з книгами, що в ній зберігались.

#### Інквізиційна діяльність і зміцнення міафізитства
Значною була діяльність Іоанна з переслідування язичників у столиці. У 545—546 роках з його ініціативи було розпочато велике розслідування, в ході якого під тортурами було викрито багато представників вищої аристократії і освіченого класу. Після оголошення в церкві язичників чекав «суворий суд»; подальша їх доля невідома. Ймовірно, вони не були страчені, хоча найвисокопоставленіший з них, колишній префект преторія Фока прийняв отруту, на думку Іоанна, «цілком справедливо». Цікаво, що Прокопій Кесарійський називає цього Фоку в числі лише двох людей, які займали цю посаду і не брали хабарів.
Михайло Сирієць наводить розповідь, ймовірно, запозичену з «Історії» Іоанна, про ще один процес під керівництвом Іоанна на 35 році правління Юстиніана. Йдеться про п'ять жерців, яких разом з «ідолами» і книгами привезли з Афін, Антіохії і Геліополя. 2000 книг і безліч статуй, згідно з хронікою, були знищені особисто Іоанном Ефеським. У третій частині «Історії» Іоанна повідомляється також про його участь у процесах 580 року, коли патріархів александрійський Євлогій і антіохійський Григорій звинуватили в тому, що вони принесли вночі в Дафні в жертву хлопчика. Під тортурами були отримані визнання й інших справжніх або уявних язичників.
Інквізиційна діяльність Іоанна на службі імперії парадоксальним чином мала велике значення для зміцнення міафізітства і особисто Іоанна на Заході. Не будучи ще єпископом, він опинився на чолі цілої організації, яка не залежала від місцевого церковного управління і була підпорядкована безпосередньо імператору. Монастир Даріра, котрий перебував під управлінням Іоанна, отримав від Юстиніана виняткові права, що встановлювали повну залежність він нього всіх новозбудованих церков і монастирів в чотирьох митрополитських округах. Коли єпископ Тралльскій захотів зробити Даріру своєю літньою резиденцією, Юстиніан став на бік Іоанна, підпорядкувавши йому єпископа.
В результаті діяльності Іоанна, який формально навертав язичників у християнство в формі офіційного халкідонського православ'я, зміцнилося становище нехалкідонітів. У порівнянні з 518 роком, коли єпископів-нехалкідонітів було 5 або 6, їх число значно зросло.
Невідомо точно, коли і за яких обставини відбулася хіротонія Іоанна в єпископи. Відомо, що її здійснив Яків Барадей, ймовірно між 555 і 558 роками. Посвячення Іоанна лише закріпило його наявний стан глави Асійської митрополії. Про діяльність Іоанна як єпископа Ефеса нічого не відомо, як і про межі його повноважень. Значну частину свого часу він проводив у столиці, займаючись організаційними питаннями і координацією широкої благодійної діяльності, маючи своєю резиденцією так званий «Монастир сирійців». Необхідно при цьому враховувати, що з 541 року антихалкідоніти-міафізити були прирівняні до єретиків у правових та майнових обмеженнях.

### За правління Юстина II
14 листопада 565 року помер імператор Юстиніан, а невдовзі патріарх Александрійський Феодосій. Ці події мали істотний вплив на долю нехалкідонітів загалом й на особисте життя Іоанна Ефеського. Церковне обгодування християн-нехалкідонітів в столиці та на Заході доручили єпископом Яковом, який постійно проживав на Сході, Іоанну. У цей час у лавах нехалкідонітів починає проявлятися розкол на східних і західних. Першість Іоанна серед західних єпископів, що постійно або тимчасово проживали в Константинополі, тим не менш, не була безперечною, оскільки такого авторитету як покійний Феодосій він не мав. Одним з головних способів впливу в політиці Іоанна була роздача придворним подарунків і грошей. Докладні розповіді про «благодійність», якою займалася сирійська колонія в столиці, про дари, якими високопоставлені нехалкідоніти осипали сенат і, навпаки, про хабарі, які одержував Іоанном від тих, хто з його допомогою розраховував отримати єпископське звання, добре ілюструють найглибшу корупцію, що панувала у візантійській бюрократії.

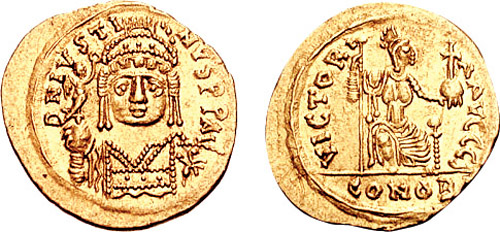
Солідус Юстина II

На початку правління наступника Юстиніана, Юстина II, про якого ходили чутки, що він таємний міафізит, а про його дружину, племінницю Феодори, це було відомо точно, положення нехалкідонітів дещо покращилося. Однак очікування щодо релігійних симпатій нового імператора не виправдалися, він виявився байдужий до релігії, а незабаром виявилася слабкість його розуму. Проте, загальний важкий стан імперії після смерті Юстиніана зробив міжконфесійні протиріччя менш актуальними. У цей період ставлення Іоанна до унії змінилося на протилежне і він став довіреною особою імператора в цьому питанні. Однак, коли у 567 році в Персію для обговорення примирення з «східними» було відправлено посольство, Іоанн від участі в ньому ухилився. В цілому собор в Каллінікусі, на якому розглядався проєкт едикту про примирення міафізитів і діофізитів, закінчився провалом.
У цей час Іоанн був зайнятий організацією об'єднавчого посольства в Рим, де у цю пору влада візантійців була міцною, а одноосібним правителем був екзарх Нарсес, який сприяв нехалкідонітам. Однак через вплив патріарха і православної партії посольство не відбулося.
З 571 року починається чергова хвиля переслідування нехалкідонітів, яку сучасні дослідники пов'язують з боротьбою клерикальних партій за конфісковану раніше власність і світської влади проти впливу священиків. Сам же Іоанн називає винуватцем гонінь патріарха Іоанна III Схоластика, який вранці 22 березня, у вербну неділю, отримавши доручення від імператора, віддав розпорядження, щоб усі нехалкідонітські зібрання в столиці були закриті, а всі їхні священики були ув'язнені. У монастирях були поставлені православні священики. Іоанна поки залишили на волі. Велика частина єпископів-нехалкідонітів зрадила своїй вірі, інші втекли або були ув'язнені.
Далі був виданий новий едикт Юстина, до обговорення якого міафізитів не допустили, і який відкладав виконання їх вимог до невизначеного майбутнього. Едикт викликав швидке розчарування прихильників унії, перерву в церковному спілкуванні і нові арешти єпископів. Іоанн повідомляє, що вони плакали невтішними сльозами, відмовлялися приймати їжу і «були як мертві». Сльози єпископів зворушили імператора і він запропонував їм у компенсацію вільні єпископські кафедри на вибір. Ця пропозиція була з гнівом відкинута.
Іоанн Ефеський, який залишався вірним міафізитській доктрині, був ув'язнений у тюрму при Еввуловому ксенодохії. Там він провів в одиночному ув'язненні у важких антисанітарних умовах, страждаючи від подагри, 12 місяців і 9 днів. У цей час особливо болісними для нього були комахи-мошки, комарі і мухи; клопи і блохи кусали його вдень і вночі, а миші звили собі гніздо біля його узголів'я. Весь цей час його відвідували посланці імператора і патріарха, безуспішно схиляючи до прийняття унії. Потім, за спеціальним розпорядженням його ворога, Іоанна Сирмійського, він був переведений на віддалений острів, де в одиночному ув'язненні провів ще 28 місяців. Там він і зустрів прихід на престол нового імператора.

### За правління Тиберія II
Тиберій II наказав перевести Іоанна в столицю, де він пробув під вартою ще більше трьох років до смерті патріарха Іоанна в 577 році, після чого отримав свободу в кінці цього ж року. Таким чином, Іоанн пробув в ув'язненні в різних місцях понад 6,5 років. До цього часу положення нехалкідонітів вже змінилося на краще, оскільки патріарх перед смертю, за словами Іоанна Ефеського, розкаявся і заборонив їх переслідування. Змушені до спілкування монастирі знову стали міафізитськими, закриті храми знову відкрилися. Але таке положення не було міцним. Державна влада, зайнята зовнішніми проблемами, віддала релігійні питання церкві, яка не могла миритися з відродженням схизми. Тому й за Тиберія періодично траплялися гоніння, аж до повного вигнання нехалкідонітів зі столиці.
Для фракійця Тиберія, більше полководця, ніж імператора, релігійні проблеми були далекими, однак спокій держави вимагав надати підтримку діафізитській більшості. Хоча Іоанн був знайомий з ним ще з часів юності нового імператора, його зв'язок з двором був перерваний остаточно. Патріарх Євтихій, який повернувся з вигнання і зайняв свою кафедру вдруге, негативно ставився до Іоанна Схоластика та його діяльності. Будучи скоріше богословом, на відміну від свого попередника Євтихій волів боротися з міафізитською христологією написанням релігійних творів, до яких Іоанн Ефеський ставився презирливо.
Тим не менш, незабаром після урочистого в'їзду в Софійський собор і свого вступу на престол, імператор видав указ про переслідування аріан. Витлумачений розширено, він став основою для переслідування загалом всіх єретиків, включно з нехалкідонітами. Іоанн, як голова столичних міафізитів, був знову заарештований і ув'язнений у так званій Ґратчастій в'язниці. Там, в напівзруйнованій і сирій будівлі, в'язні зустріли Різдво 578 року. Після того, як вони відмовилися вступити в богословські диспути, до Іоанна почали пред'являти майнові претензії щодо монастирського рухомого і нерухомого майна. В результаті його відпустили із в'язниці позбавивши усіх статків, й навіть ослика, на якому він їздив, страждаючи хворобою ніг.
Іоанну запропонували залишити столицю, проте він, судячи з усього, цього не зробив. Він був ще в Константинополі, коли у 580 році завдяки проханню гассанідського вождя Мундара-бар-Харета, допомога якого була потрібна імперії для боротьби з Персією, гоніння на християн були припинені. Однак у 581 році, після того, як Мундар був звинувачений і доставлений у столицю, гоніння поновилися, але від них сам Іоанн, вже старий і хворий, не постраждав.

### За правління Маврикія
5 квітня 582 року помер патріарх, а 5 серпня того ж року — імператор. Новий імператор, Маврикій, отримав державу в ще важчому становищі, ніж його попередник, і тому був ще менш схильний займатися релігійними питаннями. В особі Маврикія імператорська влада остаточно відмовилася від ідеї здійснити унію між діофізитами і міафізитами. За словами Іоанна Ефеського, імператор «не знав, чого вони тримаються і через що сваряться між собою». Новий патріарх, Іоанн Постник, не був ні політиком, ні адміністратором, він був цілком поглинений своїм подвижництвом і займався церковними справами після 9 години вечора. Не бачачи в міафізитах нічого поганого, він відмовився підтримувати продовження гонінь.
У підсумку, більшість столичних монахів-нехалкідонітів, які оселилися в Константинополі в попередні десятиліття, залишили місто, вирушили за Євфрат і заснували там самостійну церкву. У столиці залишилися тільки помірні міафізити, які погодилися співіснувати з діофізитами. В цих умовах Іоанн присвятив останні роки життя підведенню підсумків своєї довгої боротьби в «Церковній історії», яку продовжував писати майже до смерті.
На останні роки життя Іоанна також припав внутрішній розкол в антихалкідонському таборі. Дата смерті Іоанна Ефеського точно не відома. За сумнівним свідченням Кіра Батнського, він помер близько 588 року після річного ув'язнення в Халкідоні, яке відбулося після заворушень, що були після чергових гонінь. Його знову безуспішно намагалися схилити прийняти халкідонізм. Він помер в передбачений ним самим день і був урочисто похований.

## Праці

### Загальна характеристика
Відсутність відповідної підготовки не завадила плідній діяльності Іоанна Ефеського на літературній ниві. Однак доля його літературної спадщини була сумною — тільки незначна частина його праць дійшла до нашого часу. Можливими причинами цього були падіння монофізитства в західній частині імперії і політичні катастрофи на сході. Вже за його життя частина творів була втрачена, і згодом навіть найначитаніші з сирійських хроністів-компіляторів (псевдо-Діонісій Телл-Махрський та Ілля бар-Шінайа) не мали під руками повної версії «Церковної історії». Відповідно, не можна упевнено судити про те, чи хоча б відомі за назвами всі його твори. На підставі згадок в джерелах, що дійшли до нас, можна скласти наступний список творів Іоанна Ефеського:
- «Книга гонінь», написана, ймовірно в 536—537 роках і відома за згадуванням у 35-й «історії святих». Книга до нас не дійшла і не відомо, чи скористався нею який-небудь автор[36].
- Спогади «про чуму, що була по всій землі, особливо ж у країнах південних», присвячена подіям юстиніанової чуми. Ця розповідь згодом увійшла до втраченої другої частини «Церковної історії», в компілятивні праці Михайла Сирійця (коротко) і псевдо-Діонісія (докладніше). Історичне значення «Спогадів» не велике, вони містить, переважно, повчальні роздуми щодо епідемії[37].
- «Книга історій про житія святих східних», написана в 566—568 роках. Цей твір буде розглянуто нижче.
- «Церковна історія» у трьох частинах, написана між 566—585 роками. Цей твір буде розглянуто нижче.
- «Апологія до східного собору і до всіх сонмам віруючих», написана між 571 і 575 роками. Присвячена унії 571 року і гонінням, що а нею слідували[38].
- Велика кількість послань.

З усього перерахованого до нашого часу дійшли в автентичному вигляді тільки певна частина «Церковної історії» та «Житія східних святих», теж не повністю.

### «Церковна історія»
«Церковна історія» Іоанна Ефеського є найстарішим твором у цьому жанрі з тих, що дійшли до нашого часу від сирійських яковитів. Іоанн розділив свій твір на три частини. Перші дві книги охоплюють період від Юлія Цезаря до сьомого року правління Юстина II, третя частина закінчується на 585 році. Перша частина повністю втрачена. Фрагменти другої частини збереглися у двох манускриптах, датованих 875 роком, що зберігаються в Британському музеї і опубліковані Яном Ландом у другому томі Anecdota Syriaca. У хроніці Михайла Сирійця описи низки історичних епізодів ранньої церковної історії, такі як навернення Костянтина Великого папою Сильвестром I, позначені, як запозичені з «Історії» Іоанна Ефеського. За результатами аналізу О. П. Дьяконов зробив висновок, що ймовірними джерелами першої частини «Історії» починаючи з епохи Костянтина Великого були Теодор Читець та Іоанн Малала.
Третя частина «Історії» збереглася з численними й істотними прогалинами в єдиному пергаментному рукописі № 14640, який також зберігається в Лондоні. Манускрипт був закінчений в березні 688 року писарем на ім'я Сергун.
Втрачені фрагменти «Історії», які відновлюють за компілятивними джерелами, не дають повного уявлення про оригінал, оскільки в них відомості розташовуються за роками, а Іоанн Ефеський писав прагматичну історію, нехтуючи хронологічною послідовністю. Крім того, третя частина писалася під час гонінь, коли у автора не було під рукою раніше написаних глав, що призводило до повторів. Як наслідок у компіляторів виникали непорозуміння, вони неправильно датували відомості Іоанна або вважали одну й ту саму подію за два різночасових факти.

### Виноски
1. ↑  Дьяконов, 1908, с. 6-7.
2. ↑  Land, 1856, с. 194.
3. ↑  Land, 1856, с. 55-56.
4. ↑  Дьяконов, 1908, с. 32.
5. ↑  Василий Великий. Правила пространно изложенные, вопрос 15. Архів оригіналу за 6 липня 2012. Процитовано 28 вересня 2011.
6. ↑  Дьяконов, 1908, с. 35-36.
7. ↑  Дьяконов, 1908, с. 33-34.
8. ↑  Дьяконов, 1908, с. 27.
9. ↑  Давыденков, 2001.
10. ↑  Дьяконов, 1908, с. 37-43.
11. ↑  Lives, 1924, с. 319 [521].
12. ↑  Дьяконов, 1908, с. 44.
13. ↑  Дьяконов, 1908, с. 44-47.
14. ↑  Дьяконов, 1908, с. 29-31.
15. ↑  Дьяконов, 1908, с. 47-50.
16. ↑  Дьяконов, 1908, с. 50-51.
17. ↑  Дьяконов, 1908, с. 83-84.
18. ↑  Дьяконов, 1908, с. 51.
19. ↑  Дьяконов, 1908, с. 63.
20. ↑  Дьяконов, 1908, с. 61.
21. ↑  Дьяконов, 1908, с. 62.
22. ↑  Дьяконов, 1908, с. 64.
23. ↑  Дьяконов, 1908, с. 66.
24. ↑  Дьяконов, 1908, с. 69.
25. ↑  Дьяконов, 1908, с. 70.
26. ↑  Пигулевская, 1941, с. 16.
27. ↑  Прокопий, «Тайная история», IX, 14-20.
28. ↑  Пигулевская, 1941, с. 17.
29. ↑  Прокопий, «Тайная история», XXI, 6-7
30. ↑  Пигулевская, 1941, с. 17-18.
31. 1 2  Пигулевская, 1941, с. 19.
32. ↑  Дьяконов, 1908, с. 111-118.
33. ↑  Dijkstra, 2005, с. 131.
34. ↑  Дьяконов, 1908, с. 165.
35. ↑  Дьяконов, 1908, с. 167.
36. ↑  Дьяконов, 1908, с. 167-168.
37. ↑  Дьяконов, 1908, с. 168-169.
38. ↑  Дьяконов, 1908, с. 169-170.
39. ↑  Дьяконов, 1908, с. 171.
40. ↑  Дьяконов, 1908, с. 202.
41. ↑  Дьяконов, 1946.

### Твори
- John of Ephesus. The third part of the Ecclesiastical history of John, bishop of Ephesus / W. Cureton. — Oxford, 1853.
- Johann von Ephesus. Die Kirchengeschichte des Johannes von Ephesus / J.M. Schönfelder. — Munchen, 1862.
- John of Ephesus. I // Lives of the Eastern Saints / E. W. Brooks. — Paris : Firmin-Didot, 1923. — Т. 17. — 854 p. — (Patrologia Orientalis)
- John of Ephesus. II // Lives of the Eastern Saints / E. W. Brooks. — Paris : Firmin-Didot, 1924. — Т. 18. — 834 p. — (Patrologia Orientalis)

### Дослідження
англійською мовою
- Atiya A. A History of Eastern Christianity. — Millwood, N.Y. : Kraus Reprint, 1980. — 489 p. — ISBN 978-0-527-03703-1.
- Dijkstra J. H. F. Religious Encounters on the Southern Egyptian Frontier in Late Antiquity (AD 298 – 642). — Rijksuniversiteit Groningen, 2005. — 242 p.
- Ebied R. Y., Roey A. van, Wickham L. R. Peter of Callinicum: anti-Tritheist dossier. — 1981. — 129 p. — (Orientalia Lovaniensia Analecta) — ISBN 978-90-70192-06-8.
- Harvey S. A. Asceticism and society in crisis: John of Ephesus and the Lives of the Eastern saints. — Berkeley : University of California Press, 1990. — 226 p. — ISBN 0520065239.
- Menze V.-L. Justinian and the making of the Syrian Orthodox Church. — Oxford University Press, 2008. — 316 p. — ISBN 978-0-19-953487-6.
- Roey A. van, Allen P. Monophysite texts of the sixth century. — Peeters Publishers, 1994. — 320 p. — ISBN 90-6831-539-0.
- Palmer A. Monk and mason on the Tigris frontier: the early history of Ṭur ʻAbdin. — Cambridge University Press, 1990. — 265 p. — ISBN 0 521 36026 9.
- Steppa J.-E. John Rufus and the world vision of anti-Chalcedonian culture. — Gorgias Press LLC, 2005. — 196 p. — ISBN 1-59333-131-2.
- Shahîd I. Byzantium and the Arabs in the sixth century. — Dumbarton Oaks, 1995. — Т. 1.
- Wace H. Joannes, bishop of Ephesus (англ.). Dictionary of Christian Biography and Literature to the End of the Sixth Century A.D., with an Account of the Principal Sects and Heresies. Архів оригіналу за 11 травня 2012. Процитовано 31 грудня 2010.

німецькою мовою
- Kleyn H. G. Jacobus Baradeus, de stichter der Syrische monophysietische Kerk. — Leyden, 1882.
- Land J. P. N. Joannes Bischof von Ephesos, der erste syrische Kirchenhistoriker. — Leyden : E. J. Brill, 1856. — 200 с.

російською мовою
- Болотов В. В. Лекции по истории древней Церкви. — Петроград : Третья Государственная Типография, 1918. — Т. 4. — 600 с.
- Давыденков О. Религиозная политика при Юстине I (518-526) и в первый период единоличного царствования Юстиниана I (527-540). Рост монофизитства в Константинополе // Вестник ПСТГУ. Предыстория. Богословский сборник. — 2001. — № 9. — С. 59–72.
- Дьяконов А. П. Иоанн Ефесский и его церковно-исторические труды. — Санкт-Петербург : Типография В. Ф. Киршбаума, 1908. — 417 с.
  - перевидання: Дьяконов А. П. Иоанн Ефесский и его церковно-исторические труды. — Издательство Олега Абышко, 2006. — (Библиотека христианской мысли. Исследования) — ISBN 5-89740-125-4.
- Дьяконов А. П. Известия Иоанна Эфесского и сирийских хроник о славянах VI-VII веков // Вестник древней истории. — М.-Л. : Издательство АН СССР, 1946. — Т. 15, № 1.
- Иванов С. А. Византийское миссионерство. — М. : Языки славянской культуры, 2003. — 376 с. — ISBN 5-94457-114-4.
- Пигулевская Н. В. Сирийские источники по истории народов СССР / Отв. редактор В. В. Струве. — М.‒ Л. : Издательство Академии наук СССР, 1941. — 170 с.

французькою мовою
- Duval R. La littérature syriaque. — Paris, 1907. — Т. II. — 430 с.

### Інші джерела
- Michel le Syrien. Chronique / J.-B. Chabot. — Paris, 1901. — Т. II.